# 단두대

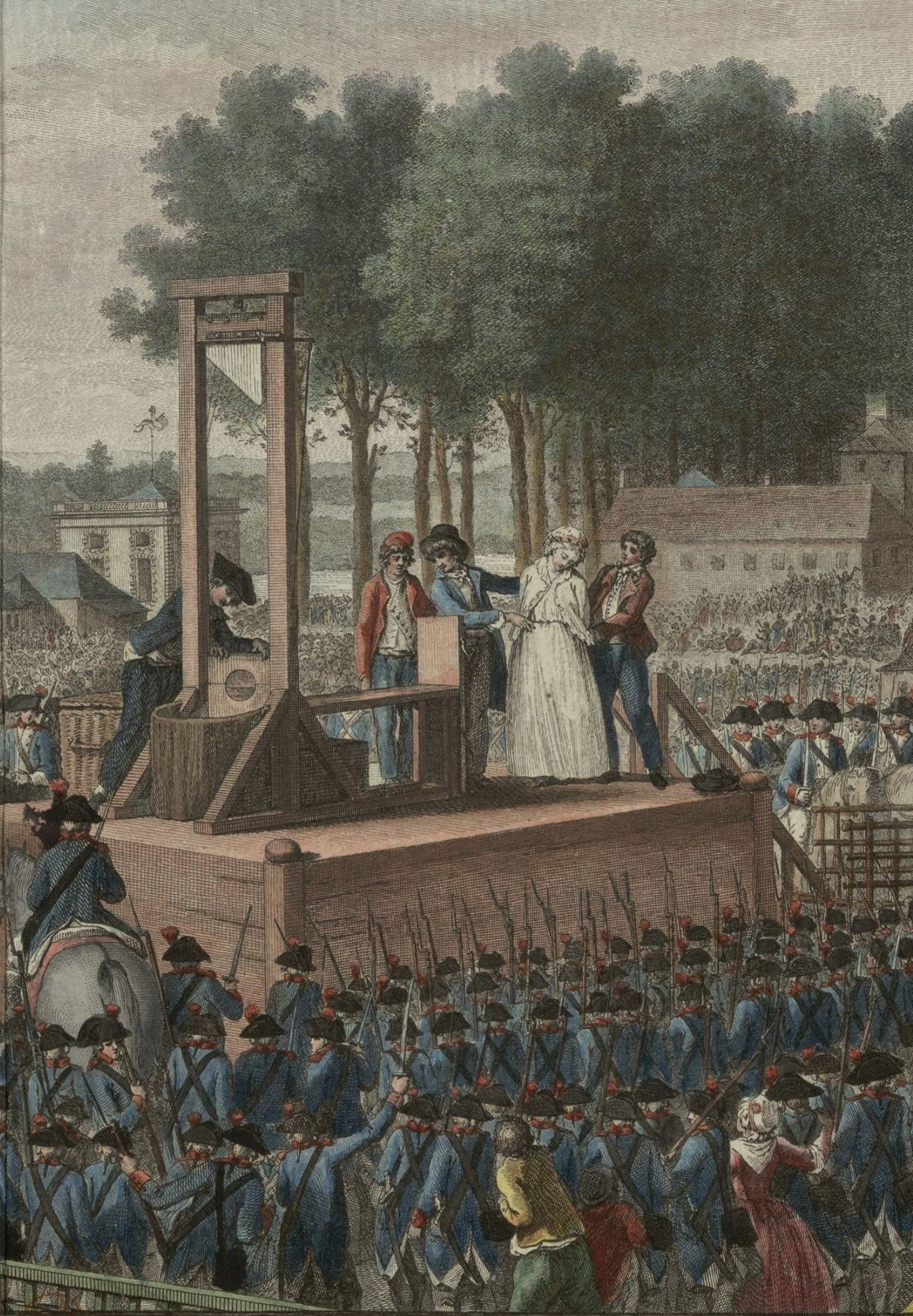
마리 앙투아네트의 참수.

단두대(斷頭臺, 영어: guillotine) 또는 기요틴(프랑스어: guillotine)은 프랑스 혁명 당시 죄수의 목을 자르는 형벌인 참수형을 가할 때 사용한 사형 기구이다. 이 기구는 1792년 정식 사형 도구가 되었다.
참수형을 도부수가 시행할 경우, 해당 도부수는 고도의 검술을 필요로 하는데 도부수의 검술 실력이 부족하거나 참수형 집행 도중 실수를 할 경우 사형수의 목을 단번에 날리지 못하고 베다 말거나 참수검이 목이 아닌 뒷통수나 등에 박히기도 한다. 이런 불편한 점을 개선하고 빠른 시간 안에 참수형을 집행하기 위해 단두대를 개발했는데 단두대는 한 마디로 자동 참수 기계이다. 무거운 칼날을 줄로 고정시킨 형태이며 줄만 끊으면 칼날의 무게로 인해 칼날이 떨어져서 사형수의 목을 자동으로 절삭하는 기계이다.

## 개발 및 도입
1791년에 프랑스 혁명이 진행되는 동안, 국민의회에서 계급에 상관없이 참수형에 처할 죄수들의 고통을 줄일 수 있는 새로운 방법을 찾기 시작했다. 왕의 주치의이자 외과학회의 사무국장이던 안토닌 루이 박사와 파리 의료기기부의 해부학 교수인 조제프이냐스 기요탱 박사를 필두로 이 건에 관한 위원회가 형성되었다. 이 위원회는 이탈리아의 “만나이아”와 스코틀랜드의 “메이든”, 그리고 “헬리팩스 지빗” 등의 참수기구에서 영향을 받았다.
이전처럼 무딘 도끼나 교수형으로 사형수의 형을 집행하는 것은 인도적이지 않고, 형집행자들에게 심리적인 압박을 주기에, 더군다나 많은 사람들에게 형을 집행하기에는 검이나 도끼는 시간이 너무 많이 소요되기에 기구로 형을 집행하자는 주제의 논문으로 제출하였다. 기요탱은 이 기구로 사형수들이 고통없이 죽을 수 있다고 제안하였다. 실제로 이 기구의 설계에 기요탱 박사의 공헌은 미미하고, 앙투안 루이 박사가 기요탱 박사가 제안한 생각을 발전시켜, 설계한 뒤 이 기구(단두대)를 만들었다. 처음에는 그 사형기구가 루이종, 또는 루이세트로 불렸으나, 언론에서 기억하기 쉽다는 이유로 조제프이냐스 기요탱 박사의 이름을 따서 이름붙여졌다. 그 결과 기요탱 박사의 이름이 전 세계에 알려졌다.
단두대의 구조는 길게 세워진 2개의 기둥 사이로 비스듬하고 묵직한 무쇠칼날이 꼭대기에 밧줄로 매달려져 있다. 사형수는 틀의 아랫부분에 목이 칼날 바로 밑부분에 위치하도록 고정되며, 사형 집행인이 밧줄을 끊으면 칼이 떨어져 목을 자르는 것이다. 루이 16세와 마리 앙투아네트도 단두대에 의해 참수되었으며 프랑스 혁명을 주도한 인물 중 하나인 당통 역시 이 기구로 인하여 죽었고, 과학자 라부아지에도 여기에서 죽었다. 단두대로 많은 사람을 죽인 로베스피에르는 역설적으로 이 기구에 의해 죽었다. 기요탱 박사도 단두대에서 죽었다고 전해지나, 이는 사실이 아니다. 그는 1814년 5월 26일에 자연사하였다.
프랑스에서 단두대를 마지막으로 사용한 때는 1977년 9월 10일이었으며, 사형 폐지를 내건 프랑스 사회당이 집권여당이 된 1981년에 사형제를 폐지되며 단두대 사용도 종료되었다.
아돌프 히틀러와 나치당은 단두대를 이용해 반대파를 학살했다. 이렇게 살해된 희생자 수는 공식적으로 2만명을 넘지만 실제로는 이보다 더 많을 것으로 추정하고 있다. 베트남 전쟁 당시 남베트남 정권은 정치적 반대파들을 제거하기 위하 단두대를 사용하였다. 그 밖에도 벨기에, 스웨덴, 룩셈부르크도 단두대를 사용한 바 있다.

## 논란
단두대가 처음 도입되었을 때부터, 기요탱 박사의 주장처럼 이 사형도구가 죄수의 고통을 최소화시켜주는 것이 맞느냐는 논란이 있었다. 과거의 사형 방법과 비교하면 고통이 덜하다는 데에는 이견이 적었으나, '인도주의적' 차원으로 논의할 경우 사형수의 고통 여부가 논쟁거리가 되었다. 게다가 단두대의 신속함이 죄수의 고통을 더 지속시킨다는 주장도 있었다. 기요틴 처형방법은 두개골에 충격을 별로 주지 않기 때문에, 교수형이나 다른 과격한 사형 방법과는 달리 죄수의 의식이 오랫동안 유지된다는 것이다. 단두대 처형의 몇몇 목격자들이 참수 이후 의식이 남아 있을 수 있다고 주장하지만, 본 논란에 대한 과학적 합의는 없었다.
단두대 처형에 대해 대중들은 절단된 머리가 눈을 깜빡였다든지, 말을 했다든지, 눈동자를 움직였다든지, 입을 움직였다고 이야기해 왔다. 여러 국가의 해부학자들과 과학자들은 1956년 전까지 잘린 사람 머리에 대한 명료한 실험 결과를 얻기 위해 노력해 왔지만, 불가피하게 결과물들은 이야깃거리 수준에 지나지 않았다. 죄수의 이름을 부르니 대답했다든지, 바늘로 찌르자 고통을 느끼는 모습을 보였다는 등의 진술은 의식이 수반된 행위가 아닌, 근육이 무작위적으로 움직였거나 자동 반사 행동에 불과했을 수도 있다. 대뇌 혈액이 대량으로 유출될 경우 수 초 내로 인간의 두뇌는 의식을 잃을 수 있다.

### 살아 있는 머리
단두대가 사용될 동안 참수 이후 의식이 살아 있는가에 대한 문제는 계속해서 논란이 되어 왔다.
다음은 1905년 6월 28일 사형수 앙리 랑기유(Henri Languille)의 머리를 관찰했던 보히유 박사(Dr. Beaurieux)가 작성한 보고서이다.
이것이 내가 참수 이후 확인할 수 있었던 것이다: 단두대에서 목이 잘린 죄수의 눈꺼풀과 입술은 5~6초간 불규칙적이며 리드미컬하게 수축했다. 이 현상은 목의 절단 후 관찰에 대한 같은 환경의 다른 연구 결과에서도 확인되었다...
나는 몇 초간 기다렸다. 경련이 멈췄다. [...] 나는 강하고 날카로운 목소리로 그를 불렀다: "랑기유!" 나는 눈꺼풀이 경련 없이, 천천히 올라가는 것을 보았다-나는 이 기이한 현상에 대해 심사숙고하여 주장하려고 한다-눈꺼풀은 분명히 차분하게, 정상적으로, 마치 일상적으로 일어나는 일이라는 듯이 움직였다.
다음으로 랑기유의 눈은 내 눈을 똑바로 바라보았으며 동공은 집중되었다. 그때 나는 사람들이 말하는 죽어가는 사람의 감정이 담기지 않은 흐릿하고 희미한 시선을 마주하고 있던 것이 아니었다: 나는 나를 바라보고 있는 부정할 수 없이 살아있는 눈을 마주하고 있던 것이다. 몇 초 뒤, 눈꺼풀은 다시 닫혔다[...].
나는 다시 한번 그를 불렀고, 눈꺼풀은 다시 천천히 열렸다. 그 부정할 수 없이 살아있는 눈은 나를 바라보았다. 어쩌면 첫 번째보다도 더 꿰뚫어 보는 듯했다. 그리고 눈꺼풀은 다시 닫혔지만, 완전히 닫히지는 않았다. 더 이상의 움직임은 없었다-그리고 멍한, 죽은 사람의 눈이 되었다.

## 비고
포스트 시즌이나 1부 리그 강등 위기의 하위 팀끼리 경기를 해서 강등팀을 결정 짓는 경기를 단두대 매치(斷頭臺 -)라고 부르기도 한다. 주로 야구, 축구 등 각종 프로 스포츠 경기에서 사용된다.
FIFA 월드컵 등 국제대회의 경우 패하면 무조건 탈락하는 경기를 단두대 매치라 하며 플레이오프는 전부 단두대 매치이다.

## 같이 보기
- 참수